# Campôme
Campôme (in catalano Campome) è un comune francese di 107 abitanti situato nel dipartimento dei Pirenei Orientali nella regione dell'Occitania.

## Geografia fisica

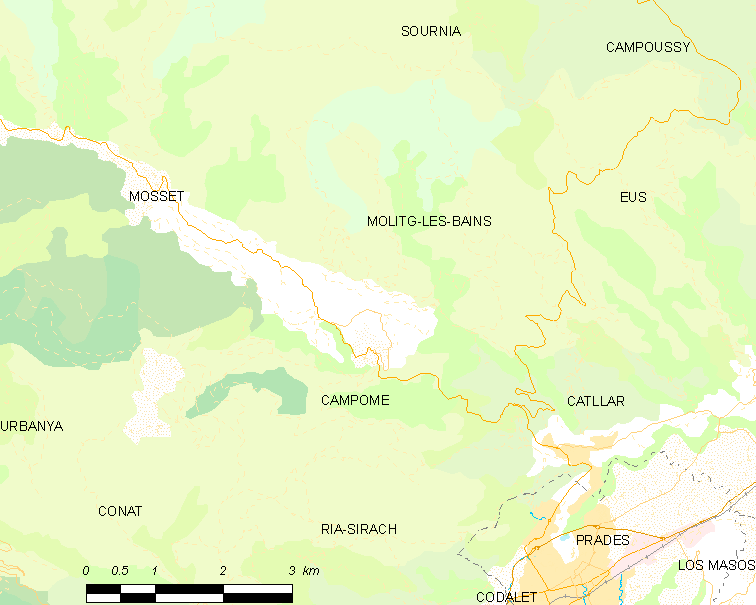
Situazione di Campôme

## Società

### Evoluzione demografica
Abitanti censiti